# Joan Homedes i Mauri
Joan Homedes i Mauri (Tortosa, Baix Ebre, 1893 - Barcelona, 1958), fou un empresari de licors i productor de cinema tortosí.
L'any 1914 va fundar la seva pròpia empresa de licors, on hi destacà pel licor Yum. Abans de la Guerra Civil espanyola, i atret per les possibilitats que oferia el cinema sonor i el doblatge, decideix vendre's la seva empresa i s'estableix a Barcelona, on l'any 1934 funda el seu primer estudi, especialitzat en doblatge i sonorització, anomenat Española de Films, ubicats al carrer Nàpols 115. En aquest primer estudi s'hi rodaren els interiors de Al margen de la ley (1935), del director Ignasi Ferrés i Iquino. Durant la Guerra l'estudi fou confiscat per la UGT, que hi rodà material de propaganda. Passada la Guerra van recuperar l'estudi, però l'abandonaren el mateix 1939. Un any després, Homedes s'estableix a Sarrià, on l'any 1940 hi fundà els Estudis Kinefon, ubicats al carrer dels Vergós, i que funcionaren fins a l'any 1953. A començaments dels anys cinquanta els estudis tenien una superfície de més de 2.500 metres quadrats i la seva capacitat anual de producció de pel·lícules era de 12 llargmetratges i 25 curts.